# Romana Labounková
Romana Labounková (ur. 27 stycznia 1989 w Jeseníku) – czeska kolarka górska i BMX, dwukrotna medalistka mistrzostw świata BMX i wielokrotna medalistka mistrzostw świata MTB.

## Kariera
Pierwszy sukces w karierze Romana Labounková osiągnęła w 2010 roku, kiedy zdobyła srebrny medal w konkurencji elite podczas mistrzostw świata BMX w Pietermaritzburgu. W zawodach tych wyprzedziła ją jedynie Kolumbijka Mariana Pajón, a trzecie miejsce zajęła Litwinka Vilma Rimšaitė. W tej samej konkurencji zajęła ponadto trzecie miejsce na mistrzostwach świata w Birmingham w 2012 roku, ulegając dwóm Francuzkom: Magalie Pottier i Evie Ailloud. Blisko medalu była na mistrzostwach w Taiyuan w 2008 roku, zajmując czwartą pozycję w cruiserze. W 2012 roku wzięła udział w igrzyskach olimpijskich w Londynie, plasując się ostatecznie na jedenastej pozycji. Czeszka zdobyła także trzy medale w four-crossie: brązowe na mistrzostwach świata MTB w Val di Sole (2008) i mistrzostwach świata MTB w Mt-Sainte-Anne (2010) oraz srebrny podczas mistrzostw w Leogang (2012), gdzie uległa tylko Anneke Beerten z Holandii.